# Palazzo Como
El Palazzo Como es un palacio renacentista situado en la Via Duomo de Nápoles, Italia. Desde 1888 es la sede del Museo Cívico Filangieri.

## Historia
La edificación del palacio empezó en 1404, aunque las primeras noticias datan de 1451, cuando Giovanni Como compró un edificio situado detrás de su propiedad perteneciente a Angelo Ferrajolo para poder ampliarla por el lado sur. Cuando se hizo cargo de la propiedad el comerciante napolitano Angelo Como, probablemente hijo de Giovanni, continuaron las compras de terrenos adyacentes, a las cuales siguieron otras obras de adecuación del palacio. En esta ocasión fueron llamados a trabajar numerosos artistas y obreros, que se ocuparon de revestir las estructuras con piperno y mármol. En 1473 el palacio fue terminado en un estilo similar al del Palazzo Diomede Carafa; sin embargo en ese mismo año se registraron más actos de compraventa entre Angelo Como y la vecina cofradía de San Severo al Pendino, de la que formaba parte el propio Diomede Carafa, con los cuales el comerciante intentó ampliar sus propiedades. En 1488 se produjeron otras expansiones, cuando Alfonso II, duque de Calabria, que residía en el cercano Castel Capuano y cuyo secretario de confianza era Leonardo Como, hijo de Angelo, donó al propietario del palacio otros espacios y propiedades en la zona que habían pertenecido a un tal Francesco Scannasorice, permitiéndole así que completara la construcción del palacio. Posteriormente en ese mismo año, se compraron otras propiedades que ocupaban el espacio meridional del edificio, con el objetivo de demolerlas y así dejar abierta la vista hacia el mar de la ciudad. Todas estas fases de fuerte desarrollo de las obras fueron ejecutadas siguiendo un proyecto atribuido a Giuliano da Maiano, el cual habría sido llamado a la obra por el propio Angelo Como por sugerencia del duque de Calabria, o quizá de un discípulo suyo, identificable por encima de todos en Antonio Fiorentino della Cava, en esos años muy activo en la zona de Nápoles en la corte del mismo duque de Calabria. Datan de 1490 los pagos hechos por Como a los albañiles toscanos Ziattino di Benozzis da Settignano, Francesco di Filippo y Domenico de Felice para la ejecución de ventanas, puertas y otros elementos decorativos del edificio.
En 1504 se establecieron junto al palacio los frailes dominicos; así, en 1587 el edificio fue vendido a la adyacente iglesia de San Severo al Pendino y readaptado por Giovan Giacomo Di Conforto como claustro para ese mismo complejo religioso. Posteriormente, en 1806, con la supresión napoleónica de algunas órdenes religiosas, el palacio se convirtió en una fábrica de cerveza gestionada por el austriaco Antonio Mennel, mientras que otros locales del edificio fueron dedicados a archivo del Reino de las Dos Sicilias. Posteriormente, a partir de 1823, fue confiado a las órdenes monásticas hasta su nueva expulsión producida en 1867, momento a partir del cual lo usó el ayuntamiento.

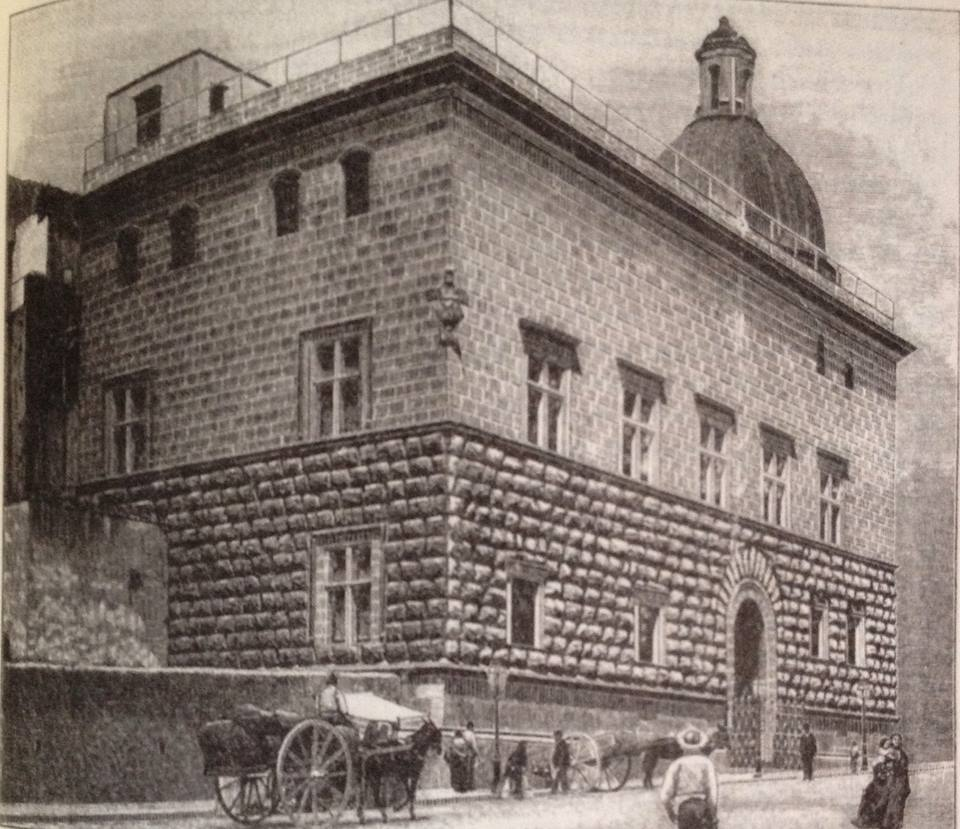
El palacio en el siglo xix.

Entre 1879 y 1882 hubo un áspero debate sobre la demolición del palacio a causa del ensanchamiento de la Via Duomo, como consecuencia de la obra de remodelación urbana conocida como risanamento de Nápoles: muchos fueron los intelectuales que se opusieron a la demolición, entre ellos Gaetano Filangieri Jr., príncipe de Satriano y nieto de Gaetano Filangieri, que lo compró en 1883 con el objetivo de proteger su integridad. Como resultado de esta controversia, el edificio fue atrasado veinte metros respecto a su posición original. Las obras de desmonte y reconstrucción de toda la estructura se encargaron a los ingenieros Antonio Francesconi y Enrico Albarella; no corrió la misma suerte la contigua iglesia de San Severo al Pendino, que fue acortada perdiendo su fachada barroca y dos capillas a cada lado, mientras que la iglesia de San Giorgio Maggiore sufrió la demolición total de una nave lateral. Durante estas obras de adecuación urbana, además, se remodelaron los interiores, que hoy asumen un aspecto ecléctico respecto a la arquitectura de todo el inmueble. Con el objetivo de revalorizar el histórico edificio, tras su reconstrucción el palacio se convirtió en la sede de la colección privada de obras de arte de Gaetano Filangieri Jr. Nació así el actual Museo Cívico Filangieri, inaugurado en 1888.
Durante la Segunda Guerra Mundial el palacio, cerrado al público, fue uno de los monumentos de la ciudad que sobrevivieron a los bombardeos aliados; reabrió posteriormente a partir de 1948 y hasta 1999, cuando fue cerrado para una restauración que duró unos trece años. Reabrió definitivamente el 22 de julio de 2012.

## Descripción

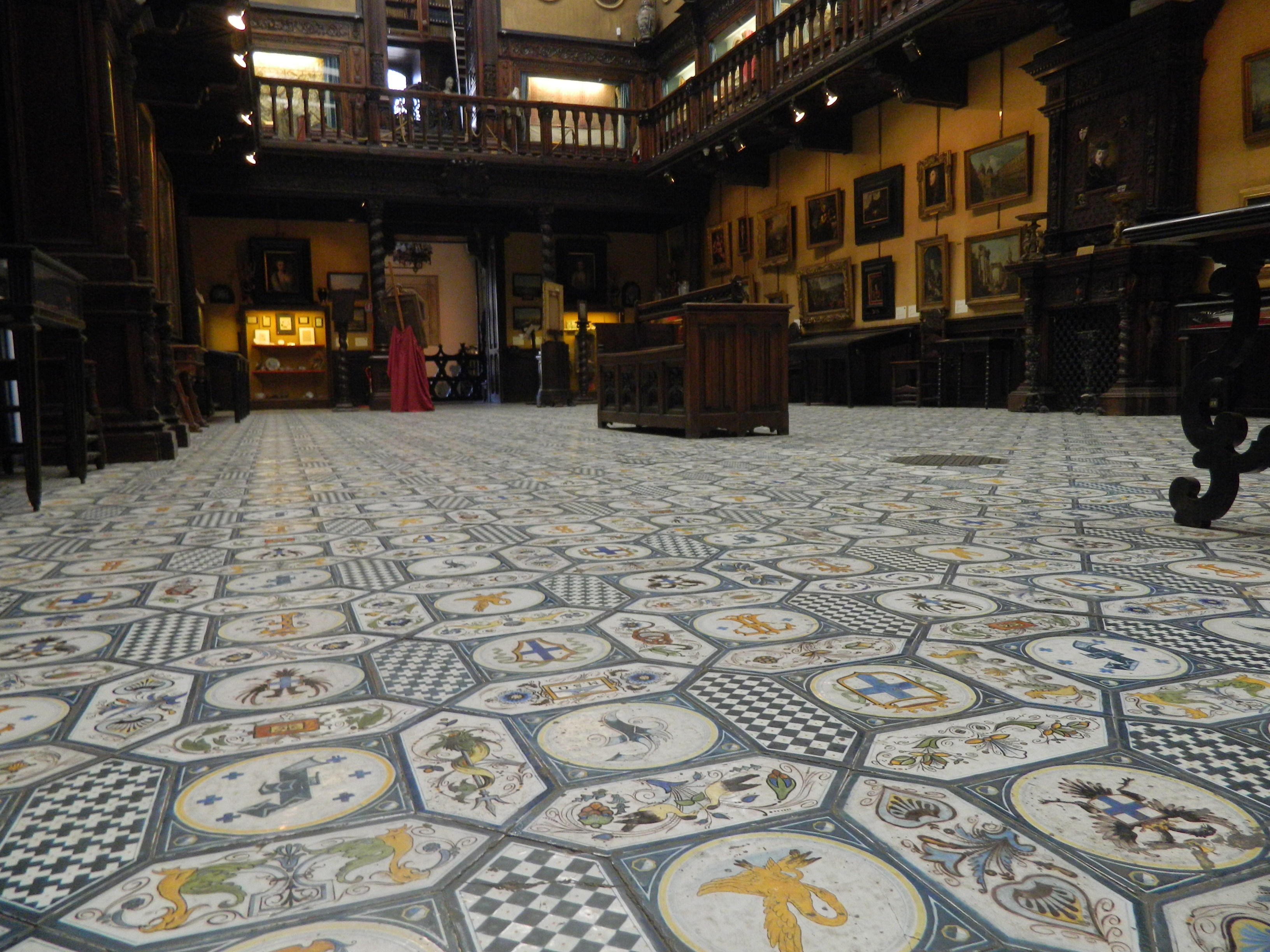
Vista de la Sala Agata con el pavimento de mayólica en primer plano.

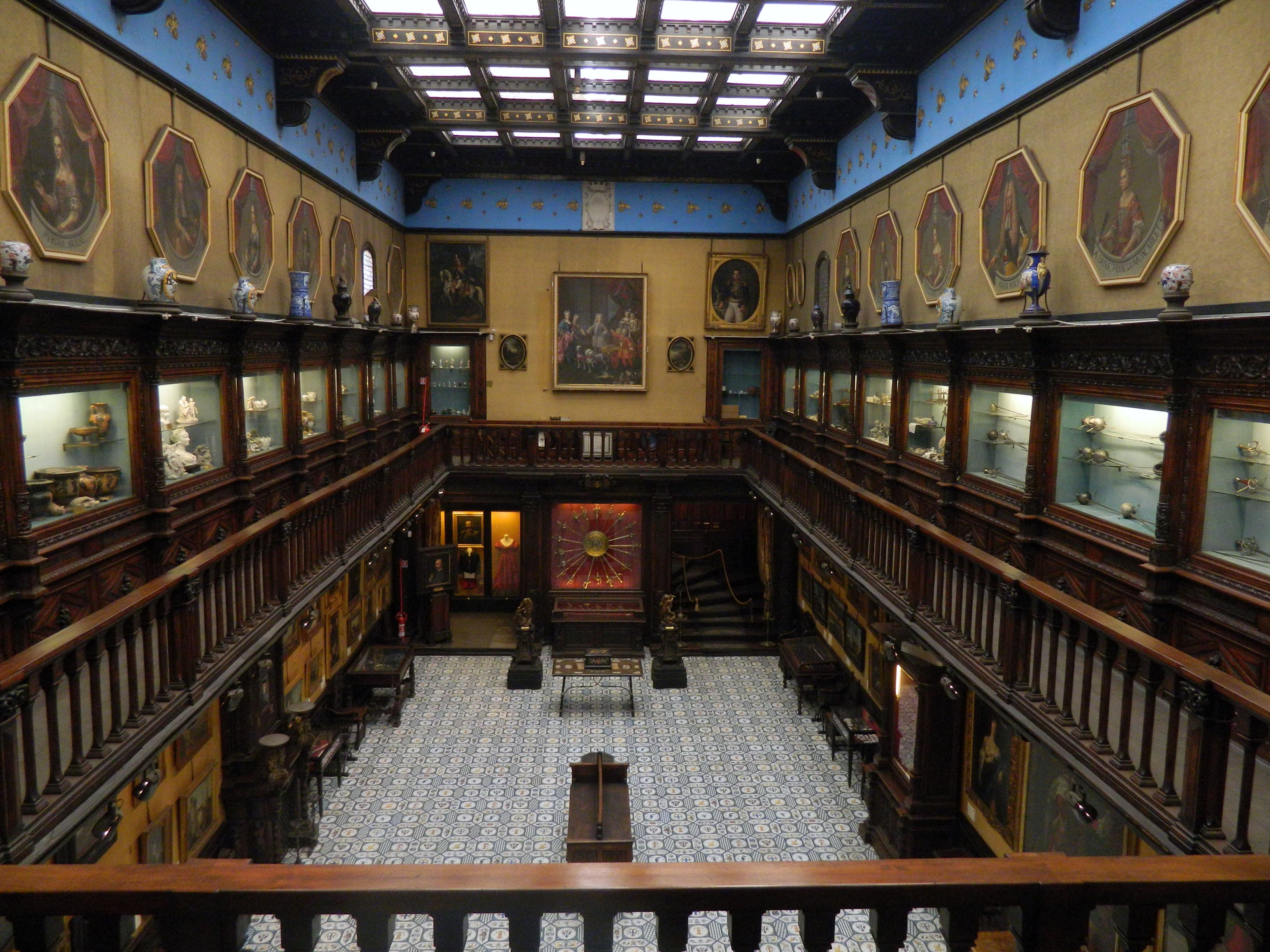
Vista de la Sala Agata, construida tras las obras de adecuación del para exponer la colección privada de Gaetano Filangieri Jr.

El antiguo palacio era un magnífico ejemplo de la arquitectura renacentista. El proyecto de reconstrucción, encargado a tres arquitectos no napolitanos, condujo a la realización de un edificio de estilo toscano en una tierra donde en esa época, aunque la arquitectura tendía a asumir connotaciones locales, confluían a menudo también tendencias importadas de otras culturas, sobre todo las de matriz toscana: este es el caso de los coetáneos palacios Orsini di Gravina, Diomede Carafa y del Panormita. En este sentido, en una visita a Nápoles realizada en 1879, el historiador de arte Gustavo Fizzoni describió el palacio de la siguiente manera: «de repente se ofrece a la vista la imponente mole de un palacio de sillares rústicos y de un estilo que recuerda a la mente los característicos palacios de Florencia y Siena».
La fachada está impostada en tres niveles: el semisótano, nivelado sobre la calle inclinada gracias al uso de un zócalo de albañilería, la planta baja con almohadillado rústico y el piano nobile con almohadillado liso. El portal de mármol colocado en el centro dota de simetría a la fachada; conserva además una puerta de madera con los escudos de la familia Filangieri. Todas las ventanas a sus lados tienen cornisas de piperno. En el piano nobile hay cinco aperturas rectangulares, también de piperno, que tienen la forma de una cruz güelfa tardogótica; por último, en la parte alta de las aristas que delimitan la fachada principal están colocados dos escudos de mármol que reproducen, a la izquierda, el escudo de los Filangieri, y a de la derecha, el de Alfonso, duque de Calabria.
En cuanto al interior, la planta baja alberga una única sala dividida en tres crujías; estas tienen bóvedas hemisféricas con arcos de piperno apoyados sobre ocho pilares octogonales adosados a las paredes. El pavimento es también de sillares de piperno, mientras que las bóvedas están decoradas con mosaicos florales sobre fondo dorado con los nombres grabados de algunas ilustres personalidades de la familia Filangieri, en el centro de los cuales hay un águila que sostiene el escudo nobiliario.
Sobre la pared de fondo de la izquierda hay una escalera de caracol también de piperno que conduce al piano nobile, ocupado principalmente por la gran Sala Agata, que recibe su nombre de Agata Moncada di Paternò, princesa de Satriano, y madre de Gaetano Filangieri Jr. El destacable pavimento de mayólica del siglo xix que caracteriza la sala procede de la manufactura del Museo Artístico Industrial de Nápoles, fundado por Filangieri, y está decorado con escudos, armas y símbolos de la familia. En el fondo de la sala, una rampa de madera con incrustaciones conduce al pasillo colgante que rodea la habitación, desde el cual es posible alcanzar la histórica biblioteca privada con muebles de madera de nogal.

## Museo Cívico Filangieri

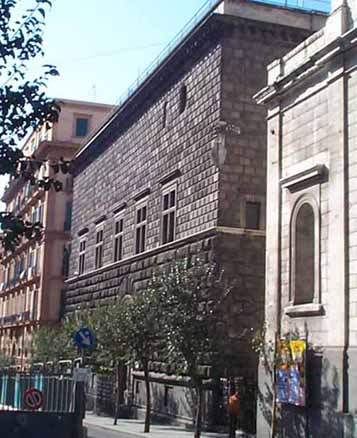
Fachada del Palacio de Como

El museo fue creado e inaugurado en 1888 por voluntad de Gaetano Filangieri, que para salvar el palacio de la destrucción por el proyecto de ensanchamiento de la Via Duomo, se hizo cargo de los gastos de «desmonte» y «reconstrucción» del edificio atrasándolo veinte metros respecto a su posición original, con el objetivo de utilizar la nueva estructura como lugar de exposición de su colección de arte privada.
Durante la Segunda Guerra Mundial, gran parte de las exposiciones del museo fueron protegidas en una villa en San Paolo Bel Sito; sin embargo esta sufrió ingentes daños debido a un incendio provocado por los alemanes en retirada, con la consiguiente pérdida de gran parte de la colección. Tras la reapertura producida en 1948, el museo recibió numerosas donaciones privadas que permitieron el enriquecimiento de todo el catálogo, que en ese momento se componía solo de las piezas originales que se habían conservado. Tras años de clausura, el museo reabrió de manera estable en 2012; expone obras de artes aplicadas, esculturas, pinturas y libros antiguos.